# Keep Talking and Nobody Explodes
Keep Talking and Nobody Explodes est un jeu vidéo multijoueur de réflexion développé et édité par Steel Crate Games, sorti en 2015 sur Windows, Mac, PlayStation 4, iOS et Android. Une version pour les systèmes Linux a été annoncée le 19 décembre 2017.
Il est compatible avec les Oculus Rift et Quest, HTC Vive, PlayStation VR, Google Daydream et Samsung Gear VR.

## Système de jeu
Le jeu est conçu pour se jouer avec un minimum de deux joueurs. Le premier est le démineur et joue au jeu depuis son périphérique (clavier, souris, écran tactile, contrôleurs de jeu ainsi que casque de réalité virtuelle sont supportés) : il voit une bombe qu'il doit désamorcer. Pendant ce temps, les autres joueurs doivent lui donner des indications à l'aide d'un manuel. La partie est en temps limité donc le démineur doit décrire du mieux qu'il peut la bombe qui lui fait face pendant que les autres joueurs doivent trouver et lui transmettre les informations le plus efficacement possible.

## Accueil

### Critique
- Canard PC : 8/10[4]

### Prix
Le jeu a reçu une mention honorable dans la catégorie Excellence en Design lors de l'Independent Games Festival 2015. L'année suivante, dans sa version finale, il gagne le prix d'Excellence en Design et est nommé pour le Grand prix Seumas McNally et le Prix Nuovo.